# Мірошник Роман Миколайович
Рома́н Микола́йович Міро́шник (нар. 3 січня 1994, Луганськ, Україна) — український футболіст, центральний захисник].

## Біографія
Вихованець ЛДУФК (Луганськ), у складі якого з 2007 по 2010 роки виступав у ДЮФЛУ. З 2010 по 2011 виступав за алчевську «Сталь-2» у чемпіонаті Луганської області. У 2011 році був переведений до головної команди алчевців. У футболці «Сталі» дебютував 31 серпня 2011 року в нічийному (2:2) домашньому поєдинку 8-го туру Першої ліги чемпіонату України проти армянського «Титану». Роман вийшов у стартовому складі, а на 77-й хвилині його замінив Ігор Сікорський. У футболці алчевського клубу зіграв 12 матчів.
У 2012 році перейшов до складу донецького «Металурга», але протягом свого перебування в донецькому колективі не провів жодного офіційного поєдинку в футболці головної команди. Натомість в юнацькій та молодіжній першостях зіграв 75 матчів та відзначився 2-ма голами.
У липні 2015 року приєднався до краматорського «Авангарду». У футболці краматорського колективу дебютував 22 липня 2015 року в переможному (2:1) домашньому поєдинку 1/32 фіналу кубку України проти ФК «Полтави». Мірошник вийшов на поле на 86-й хвилині, замінивши Дмитра Швеця.
У Першій лізі чемпіонату України дебютував 26 липня 2015 року в програному (1:2) виїзному поєдинку 1-го туру проти МФК «Миколаїв». Мірошник вийшов на поле на 52-й хвилині, замінивши Дмитра Тищенка. На початку вересня 2015 року потрапив до символічної збірної 7-го туру першої ліги за версією інтернет-ресурсу UA-Футбол.
Дебютним голом у футболці краматорського клубу відзначився 10 жовтня 2015 року на 7-й хвилині переможного (2:0) домашнього поєдинку 12-го туру першої ліги чемпіонату України проти «Тернополя». Роман вийшов на поле в стартовому складі та відіграв увесь поєдинок.
18 квітня 2016 року потрапив до символічної команди тижня першої ліги за версією інтернет-ресурсу UA-Футбол.
Улітку 2016 року підписав попередній контракт з рівненським «Вересом», але вже наприкінці липня 2016 року повернувся до «Авангарду». Всього у складі «Авангарду» в чемпіонаті зіграв 97 матчів та відзначився 8 голами, ще 4 гри провів у Кубку України.
У кінці серпня 2020 року із другої спроби підписав контракт із рівненський «Вересом» , який виступав в Першій українській лізі. Разом із рівненською командою здобув золоті нагороди чемпіонату в Першій лізі в сезоні 2020/21 і здобув право грати в еліті українського футболу. Першу гру в УПЛ провів 24 липня 2021 року в домашньому матчі проти "Колоса". У червні 2022 року пролонгував термін угоди з рівнянами строком на один рік. 
| Команда                  | Сезон     | Турнір  | І  | Г |
| ------------------------ | --------- | ------- | -- | - |
| «Сталь» (Алчевськ)       | 2011-2012 | 1 Ліга  | 12 | 0 |
| «Сталь» (Алчевськ)       | Загалом   | Загалом | 12 | 0 |
| «Металург» (Донецьк)     | 2012-2015 | УПЛ     | 0  | 0 |
| «Авангард» (Краматорськ) | 2015-2016 | 1 Ліга  | 27 | 2 |
| «Авангард» (Краматорськ) | 2016-2017 | 1 Ліга  | 21 | 2 |
| «Авангард» (Краматорськ) | 2017-2018 | 1 Ліга  | 23 | 1 |
| «Авангард» (Краматорськ) | 2018-2019 | 1 Ліга  | 11 | 0 |
| «Авангард» (Краматорськ) | 2019-2020 | 1 Ліга  | 15 | 3 |
| «Авангард» (Краматорськ) | Загалом   | Загалом | 97 | 8 |
| Авангард-2 (Краматорськ) | 2019-2020 | 2 Ліга  | 6  | 0 |
| Авангард-2 (Краматорськ) | Загалом   | Загалом | 6  | 0 |
| «Верес» (Рівне)          | 2020-2021 | 1 Ліга  | 19 | 1 |
| «Верес» (Рівне)          | 2021-2022 | УПЛ     | 17 | 0 |
| «Верес» (Рівне)          | 2022-2023 | УПЛ     | 11 | 0 |
| «Верес» (Рівне)          | Загалом   | Загалом | 47 | 1 |

Статистика по турнірах:
УПЛ: 28 матчів - 0 голів;
1 Ліга: 128 матчів — 9 голів;
2 Ліга: 6 матчів — 0 голів

## Досягнення
- Переможець чемпіонату України у першій лізі: 2020/21
- Чемпіон Литви: 2023